# Tadeusz Małnowicz
Tadeusz Piotr Małnowicz (ur. 19 października 1953 w Radymnie) – polski piłkarz, napastnik.

## Życiorys
Karierę piłkarską rozpoczął w KS Budowlani Radymno. Potem był piłkarzem Wisłoki Dębica, Siarki Tarnobrzeg i BKS Stal Bielsko-Biała. W pierwszej lidze grał w barwach Ruchu Chorzów, wywalczył z tym klubem tytuł mistrzowski w 1979 oraz Szombierek Bytom. Grał także w Austrii w LASK Linz, SK Vorwärts Steyr i SVL Flavia Solva Wagna. W 1978 zagrał raz w reprezentacji Polski. 11 października Polska przegrała z Rumunią 0:1.